# Zaleptus quadrimaculatus
Zaleptus quadrimaculatus is een hooiwagen uit de familie Sclerosomatidae.